# Chasmistes
Chasmistes là một chi cá trong họ Catostomidae.

## Các loài
Các nhà khoa học ghi nhận các loài thuộc chi này như:
- Chasmistes brevirostris Cope, 1879 (shortnose sucker)
- Chasmistes cujus Cope, 1883 (cui-ui)
- Chasmistes fecundus (Cope & Yarrow, 1875) (Webug sucker)
- Chasmistes liorus D. S. Jordan, 1878 (June sucker)
  - C. l. liorus D. S. Jordan, 1878
  - C. l. mictus R. R. Miller & G. R. Smith, 1981
- †Chasmistes muriei R. R. Miller & G. R. Smith, 1981 (Snake River sucker)
- †Chasmistes spatulifer R. R. Miller & G. R. Smith, 1967